# Carter Trevisani
Carter Vincent James Trevisani (* 15. Juni 1982 in Carlisle, Ontario) ist ein ehemaliger italo-kanadischer Eishockeyspieler, der zuletzt bei den Thousand Islands Privateers in der Federal Hockey League unter Vertrag stand.

## Karriere
Carter Trevisani begann seine Karriere als Eishockeyspieler in der Mannschaft der Ohio State University, die er zu Beginn der Saison 2000/01 nach nur zehn Spielen jedoch wieder verließ, um für die folgenden drei Jahre in der Ontario Hockey League für die Ottawa 67’s zu spielen. Mit den kanadischen Hauptstädtern gewann er 2001 den J. Ross Robertson Cup als Meister der OHL. Zudem wurde er im NHL Entry Draft 2001 in der achten Runde als insgesamt 244. Spieler von den Carolina Hurricanes ausgewählt, für die er allerdings nie spielte. Im Sommer 2003 wechselte der Verteidiger zum AS Varese Hockey in die italienische Serie A1, für den er zwei Jahre lang auf dem Eis stand, ehe er in der Saison 2005/06 für deren Ligarivalen HC Asiago auflief. 
In der Saison 2006/07 stand Trevisani bei Södertälje SK in der schwedischen HockeyAllsvenskan unter Vertrag, mit dem er den Aufstieg in die Elitserien erreichte. Anschließend kehrte er nach Italien zurück, wo er ein Jahr lang für die HC Milano Vipers spielte, ehe er im Sommer 2008 zum HC Pustertal wechselte. Ab 2009 spielte er für den HC Asiago. Im darauf folgenden Jahr verlängerte er seinen Vertrag in Asiago im Frühsommer. Der Vertrag wurde jedoch gegen Mitte August aufgelöst, da Travisani entschied in seiner Heimat Kanada zu bleiben. Sein Ersatz in Asiago wurde der slowenische Nationalspieler Sabahudin Kovačevič. In Kanada wechselte Trevisiani zu den Akwesasne Warriors aus seiner Heimatprovinz Ontario, für die er in der Federal Hockey League spielte. In 35 Spielen in der FHL erzielte der Verteidiger 50 Punkte. Im Januar 2011 kehrte er nach Italien zurück und unterzeichnete einen Vertrag bis zum Saisonende beim HC Valpellice. Nachdem er mit den Bulldogs in den Playoff-Halbfinals gegen den HC Pustertal gescheitert war, kehrte Trevisani im März 2011 erneut in die FHL zu den Akwesasne Warriors zurück. In den Playoff-Finals gewann das Team in vier Begegnungen die Serie gegen die New York Aviators und sicherte sich den Commissioner’s Cup, die Meisterschaft der FHL. Im Oktober 2012 wurde er vom Ligakonkurrenten Thousand Islands Privateers verpflichtet.

### International
Für Italien nahm Trevisani an den Weltmeisterschaften 2006, 2007 und 2008, sowie den Olympischen Winterspielen 2006 in Turin teil.

## Erfolge und Auszeichnungen
- 2001 J.-Ross-Robertson-Cup-Gewinn mit den Ottawa 67’s
- 2007 Aufstieg in die Elitserien mit Södertälje SK
- 2010 Italienischer Meister mit AS Asiago Hockey
- 2011 Commissioner’s-Cup-Gewinn mit den Akwesasne Warriors